# Revolutionäre Zellen (Griechenland)
Die Revolutionären Zellen (griechisch Επαναστατικοί Πυρήνες Epanastatiki Pirines) war eine 1995 gebildete linksextreme Terrororganisation in Griechenland. Sie wird auf sehr wenige Mitglieder geschätzt und es wird angenommen, dass sie nach November 2000 keine Terroranschläge mehr verübte. Die Gruppe wird vom Rat der Europäischen Union und den USA als terroristische Vereinigung eingestuft.
Die Gruppe bekannte sich zu folgenden Anschlägen oder wird dafür verantwortlich gemacht:
- 11. Mai 1997: Bombenanschlag auf die Wasserschutzpolizei in Piräus
- 19. August 1997: Bombenanschlag auf das Büro des früheren griechischen Innenministers Stelios Papathemelis
- 24. November 1997: Bombenanschlag auf das Büro einer nationalen Organisation des ehemaligen Vorsitzenden der griechischen Richtervereinigung Kokinos
- 30. Juni 1998: Bombenanschlag auf das Gebäude des Bildungsministeriums, bei dem drei Polizisten verletzt werden
- 29. Dezember 1998: Bombenanschläge auf Citibank und Barclays
- 27. April 1999: Bombenanschlag auf ein Hotel der InterContinental Hotels Group gegen das Economist-Forum, bei dem eine Frau getötet wurde
- 19. Dezember 1999: Bombenanschlag auf das US-amerikanische Ölunternehmen Texaco
- 28. Februar 2000: Bombenanschlag auf Firma METKA (aufgrund eines NATO-Auftrages der Firma im Kosovo)
- 5. März 2000: Anschlag auf die Baufirma AKTOR
- 14. Oktober 2000: nicht explodierte Bombe gegen Ex-Minister für Schifffahrt Sumakis
- 13. November 2000: drei Bombenanschläge auf zwei amerikanische Banken der Citigroup und gegen das Atelier eines Bildhauers, der für die amerikanische Botschaft gearbeitet hatte